# Challes (Stavelot)
Challes est un hameau des Ardennes belges faisant partie de la commune et ville de Stavelot, dans la province de Liège en Région wallonne.
Avant la fusion des communes de 1977, Challes faisait partie déjà de la commune de Stavelot.  

## Situation  et description
Ce hameau ardennais se situe à proximité et à l'est de la ville de Stavelot au niveau du confluent de l'Eau Rouge et de l'Amblève. L'altitude varie entre 280 et 300 m. Challes compte une ancienne ferme ainsi que quelques fermettes.
Une passerelle franchit l'Amblève en amont de la localité.

## Activités
On trouve à Challes un camping (en rive gauche de l'Eau Rouge) et des chambres d'hôtes.
Le sentier de grande randonnée 14 traverse la hameau.